# Älgsjöbackens gruva

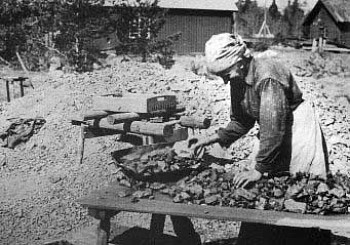
Lovisa Spångberg sorterar malm vid Älgsjöbackens gruva omkring 1930.

Älgsjöbackens gruva är en före detta järnmalmsgruva i Åkers bergslag, som är ett område i Gnesta  och Strängnäs kommuner. Gruvan ligger mellan Mariefred och Gnesta och försörjde Åkers styckebruk med malm, mot slutet via järnväg. Älgsjöbacken var den sista gruvan i drift i Åkers Bergslag. 

## Historik
Brytning i gruvan påbörjades på 1640-talet och bedrevs med kortare avbrott under 1700- och 1800-talen.  När brytningen i Skottvångs gruva upphörde 1921 fortsatte brytningen i Älgsjöbackens gruva i ytterligare 23 år, då råvarubristen under mellankrigstiden och andra världskriget gav gruvan en nådatid.  Gruvan lades dock ned 1944, före krigsslutet, och efter gruvans nedläggning lades järnvägen mellan Åkers styckebruk och Skottvångs gruva (som passerade Älgsjöbackens gruva) också ned och rälsen revs upp. Några få meter spår finns dock fortfarande kvar vid gruvan.
Byggnaderna vid gruvan förföll och revs slutligen på 1960-talet.  Den enda återstående byggnaden är gruvstugan som idag är en privat sommarbostad.
Sörmlandsleden passerar Älgsjöbackens gruva.